# ポール・ウェラー (アルバム)
ポール・ウェラー（Paul Weller）は、ポール・ウェラーが1992年に発表した、初のソロ・アルバム。

## 解説
スタイル・カウンシル解散後、ポールはポール・ウェラー・ムーヴメントというソロ・プロジェクトを開始し、1990年11月にツアーを開始。その後、メンバーの変遷を経て、1991年に自主制作によるシングル「イントゥ・トゥモロウ」発表。そして、1992年4月、本作を日本で先行発売。
本国イギリスでは、「Go! Discs」との契約を得て、同年9月に発表。曲順や収録曲は日本盤と異なる（後述）。アルバムは全英8位に達し、シングル「UH HUH OH YEH」は全英18位、「アバヴ・ザ・クラウズ」は全英47位。

## 収録曲
特記なき楽曲はポール・ウェラー作。
1. UH HUH OH YEH - "Uh Huh Oh Yeh" - 3:13
2. アイ・ディドゥント・ミーン・トゥ・ハート・ユー - "I Didn't Mean to Hurt You" - 3:27
3. ブル・ラッシュ - "Bull-Rush" - 4:43
4. ラウンド・アンド・ラウンド - "Round And Round" - 4:25
5. リメンバー・ハウ・ウィ・スターテッド - "Remember How We Started" - 3:44
6. アバヴ・ザ・クラウズ - "Above the Clouds" - 4:13
7. クルーズ - "Clues" - 4:24
8. イントゥ・トゥモロウ - "Into Tomorrow" - 3:07
9. アマングスト・バタフライズ - "Amongst Butterflies" - 3:13
10. ストレンジ・ミュージアム - "The Strange Museum" (Paul Weller, Mick Talbot) - 3:17
11. ビタネス・ライジング - "Bitterness Rising" - 3:53
12. コスモス - "Kosmos" - 11:57

### 日本盤CD (ポニーキャニオン:PCCY-00337)
曲順が異なる他、イギリス盤には未収録の「ニュー・シング」（シングル「イントゥ・トゥモロウ」のカップリング曲「Here's a New Thing」を改作したもの）が収録され、「ストレンジ・ミュージアム」は収録されていない。ポニーキャニオン盤は現在は廃盤で、ユニバーサルミュージックから発売された再発CDは、イギリス盤に準じている。
1. UH HUH OH YEH - "Uh Huh Oh Yeh"
2. アイ・ディドント・ミーン・トゥ・ハート・ユー - "I Didn't Mean to Hurt You"
3. ブル・ラッシュ - "Bull-Rush"
4. リメンバー・ハウ・ウィ・スターテッド - "Remember How We Started"
5. アバヴ・ザ・クラウズ - "Above the Clouds"
6. ラウンド・アンド・ラウンド - "Round And Round"
7. クルーズ - "Clues"
8. イントゥ・トゥモロウ - "Into Tomorrow"
9. アマングスト・バタフライズ - "Amongst Butterflies"
10. ビタネス・ライジング - "Bitterness Rising"
11. ニュー・シング - "New Thing"
12. コスモス - "Kosmos"

## 参加ミュージシャン
- ポール・ウェラー - ボーカル、ギター、ベース、キーボード、パーカッション
- スティーヴ・ホワイト - ドラムス、パーカッション
- ジャコ・ピーク - サックス、フルート
- マルコ・ネルソン - ベース(on 9.)
- ドクター・ロバート - ベース(on 12.)
- D. C. リー - バッキング・ボーカル
- カーリーン・アンダーソン - バッキング・ボーカル
- カメール・ハインズ - バッキング・ボーカル